# Hervormde kerk (Sint Kruis)
De Hervormde kerk is een kerkgebouw in de plaats Sint Kruis, gelegen aan Schoolpad 2.

## Geschiedenis
In 1296 werd voor het eerst gewag gemaakt van een parochie in Sint Kruis, die ondergeschikt was aan de Abdij Ter Doest. Door overstromingen, mede ten gevolge van het doorsteken van de dijken door de Geuzen in 1584 om op deze wijze de Spaanse troepen tegen te houden, kwam de omgeving onder water te staan om pas in 1651 weer te worden drooggemaakt.
Het huidige kerkgebouw dateert grotendeels van de 14e eeuw en bestond aanvankelijk uit een eenbeukige kerk met toren. In 1467 en 1483 werd de kerk vergroot tot driebeukige kerk met koor en dwarspand. Deze kerk werd zwaar gehavend tijdens de Nederlandse Opstand, maar in 1652 werd ze hersteld om dienst te gaan doen als Hervormd kerkgebouw. Wat bleef was een eenbeukige kerk met recht afgesloten schip en de toren. Ook in 1872 vond nog een verbouwing plaats.
In 1944 werd de kerk door oorlogsgeweld zwaar beschadigd om in 1948-1949 te worden hersteld.

## Gebouw
Het betreft een eenbeukige kerk zonder koor, zijnde het (verkorte) middenschip van de oorspronkelijke kerk. Verder is er de toren, die vanwege de afgeknotte vorm wel De Peperbusse wordt genoemd.
De preekstoel is deels 17e-eeuws en de herenbank is van 1788. De oudste grafzerk in de kerk is van 1472.